# La Granja (métro de Madrid)
Pour les articles homonymes, voir La Granja.
La Granja est une station de la ligne 10 du métro de Madrid. Elle est située sous la rue Sepúlveda, à Alcobendas, dans la communauté de Madrid.

## Situation sur le réseau
Établie en souterrain, la station La Granja est située sur la ligne 10 du métro de Madrid, entre La Moraleja et Ronda de la Comunicación.

## Histoire
La station ouvre au service commercial le 26 avril 2007, à l'occasion du prolongement de la ligne 10 du métro vers San Sebastián de los Reyes.